# 网络控制协议
网络控制协议（Network Control Protocol）是点对点协议（PPP）的一部分，與链路控制协议（Link Control Protocol，LCP）及網路上基本的成帧功能共同組成了点对点协议。
网络控制协议负责在PPP会话中协商使用的通讯协议和配置初始化参数。举例来说，IP网络控制协议是在PPP会话中传递IP协议的数据包时用来配置初始参数的协议